# Diocèse anglican du Cameroun
 (septembre 2022).
Le diocèse anglican du Cameroun (en anglais : Anglican Diocese of Cameroon) est un diocèse de l'Église de la Province d'Afrique de l'Ouest, une église membre de la Communion anglicane mondiale. Son diocèse partenaire est le diocèse de Chichester. Il a été créé en 2008 et son évêque actuel est Dibo Thomas-Babyngton Elango.